# Чихун Олег Ігорович
Оле́г І́горович Чихун (24.2.1986 в Херсоні — 20.2.2015 в Києві) — український військовик, солдат Збройних сил України, учасник Російсько-української війни. Помер від поранень. Нагороджений орденом «За мужність» III ступеня (посмертно).

## Короткий життєпис
Працював будівельником. Мобілізований в липні 2014-го, майже відразу по народженні молодшої доні. Старший стрілець, 28-ма окрема механізована бригада.
13 лютого 2015-го зазнав численних осколкових поранень (30) поблизу села Олексіївка (Великоновосілківський район). Лікарі тиждень боролися за його життя у Київській лікарні, поранення виявилися смертельними.
Без Олега залишились дружина, двоє маленьких дітей — Ростислав 2012 р. н. та Софія 2014 р. н. Похований у Херсоні 23 лютого 2015-го.

### Нагороди
За особисту мужність і героїзм, виявлені у захисті державного суверенітету та територіальної цілісності України, вірність військовій присязі під час російсько-української війни, відзначений — нагороджений
- 13 серпня 2015 року — орденом «За мужність» III ступеня (посмертно).